# Блоделсхајм
Блоделсхајм (фр. Blodelsheim) насеље је и општина у источној Француској у региону Алзас, у департману Горња Рајна која припада префектури Гебвилер.
По подацима из 2011. године у општини је живело 1.773 становника, а густина насељености је износила 85,69 становника/km². Општина се простире на површини од 20,69 km². Налази се на средњој надморској висини од 210 метара (максималној 219 m, а минималној 205 m).

## Демографија
| 1962. | 1968. | 1975. | 1982. | 1990. | 1999. | 2011. |
| ----- | ----- | ----- | ----- | ----- | ----- | ----- |
| 942   | 980   | 1.125 | 1.198 | 1.318 | 1.409 | 1.773 |

График промене броја становника у току последњих година